# Лайкхурембі
Лайкхурембі — богиня в міфології та релігії Мейтей Стародавнього Канглейпака (Античний Маніпур), богиня справедливості, доброї поради, божественного закону, порядку і таємниці, головна королева Бога Тонґарен та дочка Лейрен Хамчуби. Є одним із божественних втілень Леймареля Сідабі. Вона є однією з найважливіших Уманг Лаїс. Її пантеон підтримує, зокрема, клан Тайбунгджам етнічного походження Мейтей.

## Етимологія
Мовою мейтей (мовою маніпурі) жіноче ім'я «Лайкхурембі» можна розділити на три частини: «Лай», «Кху» і «-рембі». Мовою мейтей (мовою маніпурі) слово «Лай» має кілька значень. Це може означати бога, божество, дух, хворобу, зображення чи картину у формі іменника. «Лай» може означати легкий у формі прикметника мовою маніпурі. Термін Мовою мейтей (мовою маніпурі) «Кху» також має багато значень. Це може означати «вузький» або «не широкий» у формі прикметника. Це може означати коліно у формі іменника. Це може означати «стати на коліна» або «кашляти» у словесній формі. Згідно з «Історією Маніпуру», написаною Ваенгбамом Ібохалом, Слова «Лай» і «Кху» — це назви племен. Мовою мейтей (мовою маніпурі) слово «лай» має кілька значень. Остання частина «-рембі» означає головний, голова або витончений у жіночій формі.

## Історія та походження
Згідно з Poireiton Khunthok, Лайкхурембі була головною королевою Тонгарена. У цій книзі розповідається про її тіло таким чином, щоб показати її особистість. Кажуть, у неї був широкий рот, а значить, вона багато говорила та була хвалькуватою. Кажуть, що у неї були маленькі груди, а це означало, що вона менше використовувала своє серце, ніж голову; вона була мислячою, а не чуттєвою людиною. Кажуть, у неї були бокові очі, тобто вона не дивилася на людей прямо.
Вчені вважають, що ця королева могла мати азійську національність. Деякі вчені вважають, що Лайкхурембі міг походити з племені, в якій були люди лаї і ху . Інші вчені вважають, що «Лайкхурембі» — це лише її титул, а не ім'я.
Лайкхурембі — дочка Лай-рен Хумчуби. Мовою мейтей (мовою маніпурі) «Лай-рен» означає «Начальник Лай». У Мовою мейтей (мовою слово «Лай» має багато значень.
Королева Лайкхурембі була першою дружиною короля Тонґарена. Тоді король попросив її вийти заміж за його молодшого брата Пуаретона, бо дружина Пуаретона померла. Пуарейтон починав подорож до Тай Пан Пан, і король Тонгалель подумав, що Пуаретону було б недобре залишитися без дружини. Однак Лайкурембі не захотіла йти з новим чоловіком. Вже були посаджені дерева, щоб вшанувати її як дружину короля. Замість Лайкхурембі король Тонгалель послав свою другу дружину Лейнаотабі супроводжувати свого зятя Пуарейтона як дружину.

## Опис
Богиня Лайкхурембі мала особливі сили. Вона була Юнг'ятнаба (букв. пряма і гостра), що означало, що вона могла бачити об'єкти точно, незалежно від того, наскільки далеко вони знаходились від неї. Вона могла поглянути на людину й побачити, ким вона насправді є всередині. Коли вона виношувала рішення, вона розумно оголошувала своє вердикт, і люди отримували належну винагороду за те, що вони зробили (речі, дані на знак визнання служіння, зусиль або досягнень).
Ніхто не міг знайти богиню Лайкурембі, якщо вона не хотіла, щоб вони знайшли її. Як би не виглядала людина, вона могла сховатися і залишитися прихованою.

## Культ
У місті Уріпок в районі Імпхал на заході Маніпура є храм, присвячений богині Лайкхурембі. Під час фестивалю Лай Хараоба в Уріпоку атмосфера, схожа на карнавал, підпорядковує священні традиційні ритуальній церемонії. Під час галасливих святкових подій майбі танцюють у ніжних мелодіях піни. Маїбі одержимі духами, коли музика припинилася, і вони промовили оракули. При цьому глядачі дуже уважно слухають їх.

## Інші веб-сайти
- Маніпурсько-англійський словник для учнів. [Архівовано 23 лютого 2022 у Wayback Machine.] Лайкхурембі [Архівовано 23 лютого 2022 у Wayback Machine.]